# Dendrobium crucilabre
Dendrobium crucilabre är en orkidéart som beskrevs av Johannes Jacobus Smith. Dendrobium crucilabre ingår i släktet Dendrobium, och familjen orkidéer. Inga underarter finns listade i Catalogue of Life.